# Julio Bañados Espinosa
Julio Bañados Espinosa (Valparaíso, 18 de abril de 1858-Santiago, 17 de febrero de 1899) fue un abogado y político chileno.

## Biografía
Hijo de Ramón Bañados y Benerdique y Virginia Espinosa e Hidalgo. Estudió en el Colegio de los Sagrados Corazones de Valparaíso y de Santiago; Colegio San Luis, San Ignacio, e Instituto Nacional. Ingresó a la Facultad de Derecho de la Universidad de Chile, titulándose de abogado el 20 de mayo de 1882.
Fue profesor de Historia y Gramática del Colegio Ignacio Reyes en 1871; profesor de la Escuela Nocturna de Artesanos (de la que fue uno de sus fundadores) en 1877; profesor de Historia y Geografía del Instituto Nacional desde 1882 hasta 1887; director y prosecetario de la Academia de Bellas Artes. Entre 1876 y 1880 fue director de la Revista Chilena, junto a Benjamín Dávila Larraín y Augusto Orrego Luco.

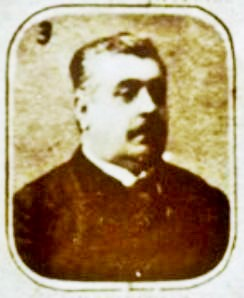
Julio Bañados Espinosa como ministro del Presidente Balmaceda

Militante del Partido Liberal; Liberal Democrático; director de su Partido y miembro del Comité Parlamentario; en 1896 cooperó a la organización de la Alianza Liberal y tomó parte activa en la elección del Presidente.
Ministro de Justicia e Instrucción Pública en el gabinete del presidente José Manuel Balmaceda del 2 de noviembre de 1888 al 11 de junio de 1889; y del 30 de mayo al 11 de agosto de 1890. Decretó la fundación del Instituto Pedagógico en 1889; fundó el Liceo de Santiago en 1888 (Actual Liceo Valentín Letelier de Santiago); fundó “La Nación” en 1890; reorganizó el régimen carcelario y fundó la Revista de Prisioneros; Renovó la publicación del Boletín de Leyes e inició el Anuario de Justicia e Instrucción Pública. Promulgó el decreto que estableció el método concéntrico en la instrucción secundaria; declaró obligatoria la Educación Física, primaria y secundaria; fundó el Instituto de Sordomudos; ordenó la construcción de un nuevo edificio para la Escuela de Medicina de la Universidad de Chile y otro para el Conservatorio de Música y Declamación en 1891.
Ministro del Interior, siempre en el gabinete del presidente Balmaceda, 20 de mayo al 8 de agosto de 1891. Paralelamente, fue ministro de Guerra y Marina subrogante, 3 al 8 de agosto de 1891.
Después de la derrota balmacedista en la guerra civil de 1891, partió al exilio y se radicó en Francia, hasta que en el país se decretó la amnistía que le permitió regresar a Chile, en 1894.
Ministro de Industria y Obras Públicas, en el gobierno del presidente Federico Errázuriz Echaurren, 23 de diciembre de 1897 al 14 de abril de 1898.
Fue secretario general del Ejército y también, director de operaciones militares.
Fue profesor de Derecho Constitucional en la Universidad de Chile, cátedra en la que sucedió al comendador Jorge Huneeus Zegers.
Fue elegido diputado suplente por Ovalle (1885-1888); fue diputado reeemplazante en la Comisión Permanente de Gobierno y Relaciones Exteriores.
Reelecto diputado, pero propietario, por Ovalle (1888-1891); integró la Comisión Permanente de Hacienda e Industria; miembro de la Comisión Conservadora para el receso 1890-1891.
Electo diputado por Ovalle, en el Congreso Constituyente, 15 de abril-18 de agosto de 1891. Integró la Comisión Permanente de Constitución, Legislación y Justicia.
Reelecto diputado por Illapel, Combarbalá y Ovalle (1894-1897); integró la Comisión Permanente de Constitución, Legislación y Justicia; miembro de la Comisión Conservadora para el receso 1894-1895; 1895-1896 y 1896-1897.
Fue reelecto diputado por Illapel, Combarbalá y Ovalle (1897-1900); continuó integrando la Comisión Permanente de Constitución, Legislación y Justicia; y fue miembro de la Comisión Conservadora para el receso 1897-1898.
Falleció el 17 de febrero de 1899, sin terminar su período como diputado.

## Nota
- Artículo extraído de Historia Política Legislativa del Congreso Nacional de Chile Archivado el 6 de marzo de 2016 en Wayback Machine., bajo licencia Creative Commons Atribución 3.0 Chile.